# 磺嘴山

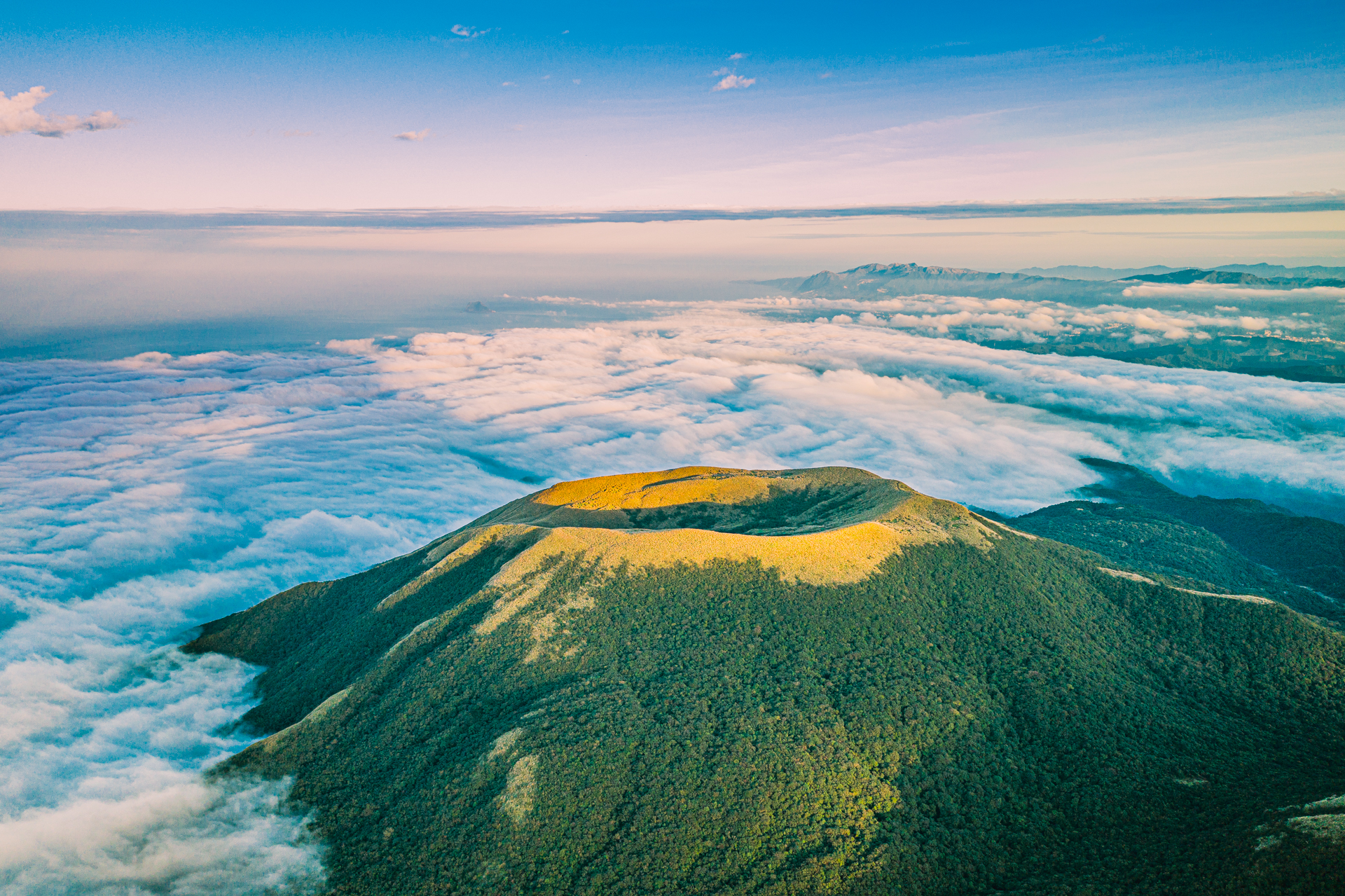
磺嘴山

磺嘴山，是台灣新北市金山區重和里與萬里區雙興里交界處的一座火山，位於陽明山國家公園範圍內，主峰標高912公尺。磺嘴山南側為瑪鋉溪支流頭前溪的源流區，東側為員潭溪源流區，北側及西側為磺溪（北磺溪）源流區。
磺嘴山屬於大屯火山群的磺嘴山亞群，噴發時間約在70萬年前，目前擁有完整的火山口，是全台灣外形最標準的鐘狀火山。火山口直徑約400至600公尺，深度約50至70公尺，降雨較多時會積水成湖。火山口外的河流朝四周發展，大致為放射狀河系。

## 登山路線
磺嘴山與其西南側的另一火山大尖後山及臨近地區已被劃入「磺嘴山生態保護區」，必須事先申請才能進入，且有每日入區人數總量限制。目前提供擎天崗端及鹿堀坪端兩個出入口，以供民眾使用。基本上僅開放兩端點通往磺嘴山、翠翠谷的路線，其他路線須另附登山計畫書。
其中擎天崗端出入口名為「磺嘴山登山口」，位於風擎步道（又名頂山石梯嶺步道）的5.0公里路碑（由風櫃嘴起算）北側約25公尺處。若由此前往避難山屋、磺嘴山（含翠翠谷）、鹿堀坪及大坪登山口（鹿堀坪端出入口），全程約7.4公里。